# Z-Ro vs. the World
Z-Ro vs. the World jest drugim albumem Z-Ro. Została również wydana w edycji Chopped & Screwed. 

## Lista utworów
| #  | Tytuł                   | Wykonawca                    |
| -- | ----------------------- | ---------------------------- |
| 1  | "Nigga From The Hood"   | Z-Ro, Big Moe                |
| 2  | "World Wide"            | Z-Ro                         |
| 3  | "The Dirty 3rd"         | Z-Ro, Wood, Enjoli           |
| 4  | "Hustling All I Can Do" | Z-Ro, Mr. 3-2, Point Blank   |
| 5  | "Swang On 4's"          | Z-Ro, Big Moe & Cl'Che       |
| 6  | "Looking Good"          | Z-Ro, Papa Rue               |
| 7  | "3rd Coast"             | Z-Ro, Den Den, Dat Boy Grace |
| 8  | "One Thug"              | Z-Ro                         |
| 9  | "Gonna Get Easier"      | Z-Ro                         |
| 10 | "Screwed Up"            | Z-Ro, Dat Boy Grace          |
| 11 | "Still My Life"         | Z-Ro                         |
| 12 | "Lets Chill"            | Z-Ro, Cl'Che                 |
| 13 | "Why"                   | Z-Ro                         |
| 14 | "To Love A Thug"        | Z-Ro                         |
| 15 | "Steady Ballin"         | Z-Ro, Big Hawk               |
| 16 | "Smokers Anthem"        | Z-Ro                         |